# Bohman, Hassel & Görges
Bohman, Hassel & Görges var ett handelshus i Stockholm som bildades på 1740-talet och gick i konkurs 1814.
Handelshuset, som bedrev utrikeshandel och lån- och förlagsverksamhet med järnbruk, var mellan 1772 och 1812 en av Stockholm största exportörer av järn. 
Uppgifter om Bohman, den förste i firmanamnet, är knapphändiga men troligen är han Fredrik Otto Bohman som tillsammans med en annan köpman drev firman Bohman & Hultman under 1730-talet. Men han kan även vara Fredrik Ottos bror Carl. Carls två döttrar var gifta med Daniel Hassel respektive Lorentz Görges. I handlingar om bolaget nämns Daniel Hassel och Lorenz Görges som ägare och därefter sönerna Carl Henrik Hassel, samt Hassels änka, och Lorentz Fredrik Görges. 